# 克鲁舍瓦茨进步足球俱乐部
克鲁舍瓦茨进步足球俱乐部（羅馬化：Fudbalski klub Napredak Kruševac），塞尔维亚克鲁舍瓦茨的一个足球俱乐部。该俱乐部成立于1946年，现在参加塞爾維亞足球超級聯賽。